# Kyle Baker
Kyle John Baker, född 1965 i Queens, New York City, är en afroamerikansk illustratör för serietidningar och noveller. Han är särskilt känd för sina grafiska noveller och för serien Plastic Man. Han har vunnit ett otaliga Eisner Awards och Harvey Awards för sina illustrationer .

## Utmärkelser (ett urval)
- Eisner Award, Best Writer/Artist: Humor:
  - 1999 - Kyle Baker, You Are Here (DC Comics/Vertigo)
  - 2000 - Kyle Baker, I Die at Midnight (DC/Vertigo); "Letitia Lerner, Superman's Babysitter" in Elseworlds 80-Page Giant #1 (DC)
  - 2004 - Kyle Baker, Plastic Man (DC); The New Baker (Kyle Baker Publishing)
  - 2005 - Kyle Baker, Plastic Man (DC); Kyle Baker, Cartoonist (Kyle Baker Publishing)
  - 2006 - Kyle Baker, Plastic Man (DC); The Bakers (Kyle Baker Publishing)
- Eisner Award, Best Short Story:
  - 2000 - "Letitia Lerner, Superman's Babysitter" av Kyle Baker i Elseworlds 80-Page Giant (DC)
- Eisner Award, Best New Series:
  - 2004 - Plastic Man, av Kyle Baker (DC)
- Eisner Award, Best Title for Younger Readers/Best Comics Publication for a Younger Audience:
  - 2005 - Plastic Man, av Kyle Baker and Scott Morse (DC)
- Harvey Award, Best Graphic Album of Original Work:
  - 1991 - Why I Hate Saturn av Kyle Baker (Piranha Press)
  - 1999 - You Are Here av Kyle Baker (Paradox Press)
- Harvey Award, Best New Series:
  - 2005 - Plastic Man, av Kyle Baker (DC)
- Harvey Award, Special Award for Humor:
  - 2005 - Plastic Man, av Kyle Baker (DC)
  - 2006 - Plastic Man, av Kyle Baker (DC)
- 2006 Glyph Comics Awards
  - Story of the Year - Nat Turner, Kyle Baker
  - Best Artist: Kyle Baker, Nat Turner
  - Best Cover: Nat Turner #1, Kyle Baker
- 2007 Glyph Comics Awards
  - Best Artist: Kyle Baker, The Bakers
- 2008 Glyph Comics Awards
  - Best Artist: Kyle Baker, Nat Turner: Revolution